# Sindacato Nazionale Critici Cinematografici Italiani
Il Sindacato Nazionale Critici Cinematografici Italiani (SNCCI) è un'associazione culturale nata il 14 maggio 1971. Il Sindacato è affiliato dall'ottobre dello stesso anno alla Fédération internationale de la presse cinématographique. L'associazione sindacale ha lo scopo di valorizzare, difendere e divulgare "la funzione culturale della critica cinematografica" come espresso nell'Art. 2 dello statuto promulgato il 7 maggio 1999.
Tra le principali attività portate avanti dal SNCCI vi sono l'organizzazione della Settimana internazionale della Critica (SIC), la pubblicazione della rivista CineCritica, l'assegnazione del Premio della Critica SNCCI. Il SNCCI ha poi istituito e promosso le «Segnalazioni della critica cinematografica», al fine di indicare tempestivamente e periodicamente al pubblico, alle organizzazioni del noleggio e dell’esercizio e agli organismi comunque interessati, i film italiani e stranieri dotati di qualità culturali e artistiche particolarmente rilevanti, per promuoverne la diffusione e la circolazione in Italia.

## Storia

### 1971-1975: La nascita ed il riconoscimento statale

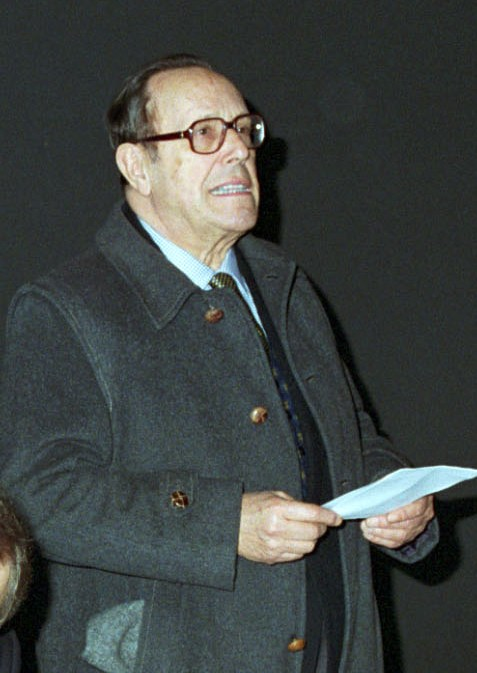
Giovanni Grazzini, primo Presidente del SNCCI (1971-1981), in una foto del 1995

Il SNCCI è stato fondato il 14 maggio 1971, quando un gruppo di critici, composto da Sergio Frosali, Giovan Battista Cavallaro, Aggeo Savioli, Marcello Clemente, Aldo Scagnetti, Mino Argentieri, Paolo Valmarana, Lino Micciché e Bruno Torri, si scisse dal SNGCI e assunse l'impegno di convocare al più presto il I Congresso nazionale. 
25 giugno 1971. Cinquantasette critici, già appartenenti al SNGCI, emisero un comunicato stampa in cui resero noto di aver aderito al SNCCI. Il comunicato fu sottoscritto anche da undici critici che, sebbene non appartenenti al SNGCI, chiesero di iscriversi alla neo-costituita organizzazione sindacale. 
15-16-17 ottobre 1971. Nella città di Perugia, con il patrocinio dell’amministrazione comunale e provinciale e dell’Ente provinciale del turismo, si svolse il I Congresso del SNCCI, e contemporaneamente ci fu il convegno: «Responsabilità sociali e culturali della critica».

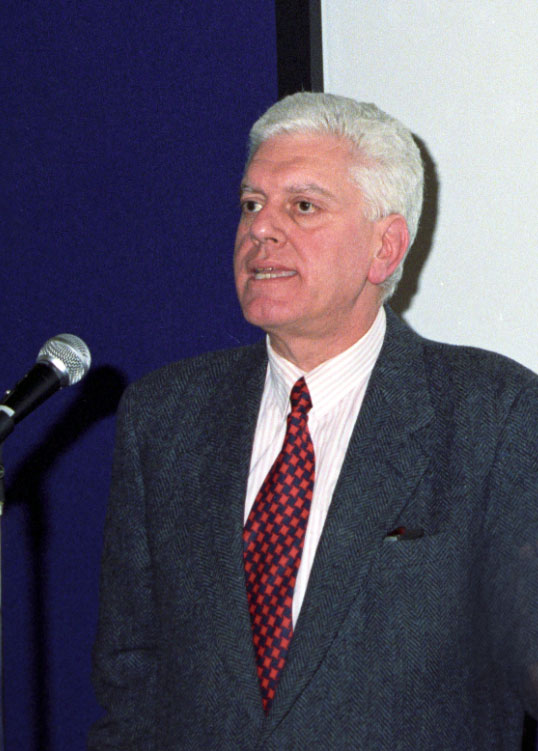
Ernesto G. Laura in una foto del 1992

Parteciparono alle sedute congressuali 34 membri; e, rappresentanti per delega, 45. Dopo aver eletto Ernesto Guido Laura a presidente dell’assemblea, Aldo Bernardini a segretario e Nedo Ivaldi, Umberto Rossi e Roberto Chiti a componenti il comitato verifica poteri, iniziò il dibattito incentrato sulle norme statuarie. Lo schema proposto dal Comitato promotore, già adottato in via provvisoria, fu sottoposto ad alcune modifiche allo scopo di "passare dalla fase in cui il critico “media” tra cinema e realtà a quella in cui si pone esso stesso come parte di questa realtà"
Dopo la prima riforma della Biennale di Venezia, avvenuta nel 1973 tramite un nuovo statuto che la rendeva "Ente Autonomo dello Stato", il Sindacato prese parte al dibattito denunciando i ritardi e i criteri errati nella costituzione degli organi della Biennale: 
Il Sindacato nazionale dei critici cinematografici italiani ritiene di dover denunciare all'opinione pubblica i gravissimi ritardi e i criteri deteriori con cui si è proceduto alla costituzione degli organi della Biennale veneziana previsti dal nuovo statuto: in larga misura le nomine sono state il risultato di manovre di sottogoverno e di lottizzazione partitica, anziché di una seria valutazione di tutte le competenze. 
Il 13 febbraio 1975, la Commissione Interni della Camera approvò una proposta di legge, presentata dai deputati Marino Ralcich (PCI), Pierantonio Bertè (DC), Antonio Enrico Canepa (PSI), Oddo Biasini (PRI) e Alberto Giomo (PLI), sulla "composizione delle commissioni miste" chiamate a decidere sugli aiuti finanziari a favore dei film di produzione nazionale. In particolare, la nuova legge stabiliva che i rappresentanti dei critici cinematografici nelle commissioni devono essere designati dalle rispettive associazioni di categoria maggiormente rappresentative. Con la vecchia legge (n. 1213 del novembre 1965), potevano prendere parte soltanto i critici iscritti al SNGCI, mentre con questa nuova legge, anche gli appartenenti al SNCCI possono rappresentare nelle commissioni.

### 1975-1983: il SNCCI contro la censura
Con il divieto del nulla osta di proiezione a Salon Kitty di Tinto Brass, che seguiva di poche settimane il veto imposto a Salò o le 120 giornate di Sodoma di Pier Paolo Pasolini, il SNCCI prese una dura presa di posizione sulle azioni del ministro dello Spettacolo Adolfo Sarti, perché da mesi annunciava come imminente l'abolizione della censura. Il Sindacato riteneva che un istituto censorio è incompatibile in una società democratica, e gli atti di censura che si stanno susseguendo pare stiano manifestando un programmatico segno repressivo. L'SNCCI si faceva così "interprete dell'urgenza, avvertita dall'opinione pubblica più consapevole, di affermare anche nel settore dello spettacolo la libertà di espressione e di comunicazione", chiedendo "il diritto d'accesso al giudizio del pubblico" per ogni opera, "con la sola discriminante del divieto ai minori"

### 1984-1990: Settimana internazionale della critica
Nel 1984 viene creata la Settimana internazionale della critica (SIC), modellata sulla già collaudata Settimana internazionale della critica del Festival di Cannes. Nata come sezione della Mostra internazionale del Cinema di Venezia, la Settimana della critica rispondeva all'esigenza "di affermare e salvaguardare una piena autonomia culturale e di gestione" della Biennale, costruendo e consolidando sempre più i rapporti del Sindacato con l’istituzione Biennale, la cui apertura e la cui collaborazione si dimostrò sin dall’inizio fondamentale.. Questa sezione parallela e autonoma all'interno della Mostra internazionale d'arte cinematografica di Venezia, la prima commissione di selezione della SIC era composta da Giorgio Tinazzi (Delegato generale), Roberto Ellero, Guido Fink, Enrico Magrelli, Franco Montini. Così Piero Spila ha spiegato la nascita della SIC:  
Questa scelta rappresentava un decisivo “passo in avanti” nel modo di fare e intendere la critica cinematografica, perché significava assumere un ruolo e una responsabilità del tutto nuovi, passando da una posizione teorica e comunque esterna al processo cinematografico ad un coinvolgimento più diretto, addirittura un “prima linea”, nell’organizzazione e nella gestione di un evento di cinema, un ambito, una situazione, in cui l’analisi e il giudizio critica si permeavano con la proposta, la scelta di campo, qualche volta con il brivido dell’azzardo, con il partito preso estetico anche fazioso. [...] Al centro naturalmente gli autori, i film, i “programmi speciali”, le sorprese, le conferme, e poi lo spazio dato alle forme di produzione meno allineate, ai progetti più originali e indifesi, quindi più degni di attenzione. 

### 1993-1996: 100 anni di Cinema al Festival internazionale cinema giovani di Torino
Durante la XIª edizione del Festival internazionale cinema giovani di Torino (13-20 novembre 1993), il SNCCI, assieme al Festival e al Museo del cinema di Torino, organizzò il convegno internazionale "Il centenario: cinema e critica". Tale convegno doveva esser parte di un programma triennale volto a festeggiare i 100 anni dalla nascita del Cinema, dividendolo "in tre grandi epoche, secondo una scansione cronologica così precisa da sembrare magica e in ogni caso da non trascurare"

### 2020 - 2023: The Dream Syndacate, Cinecircolo romano, Passione critica

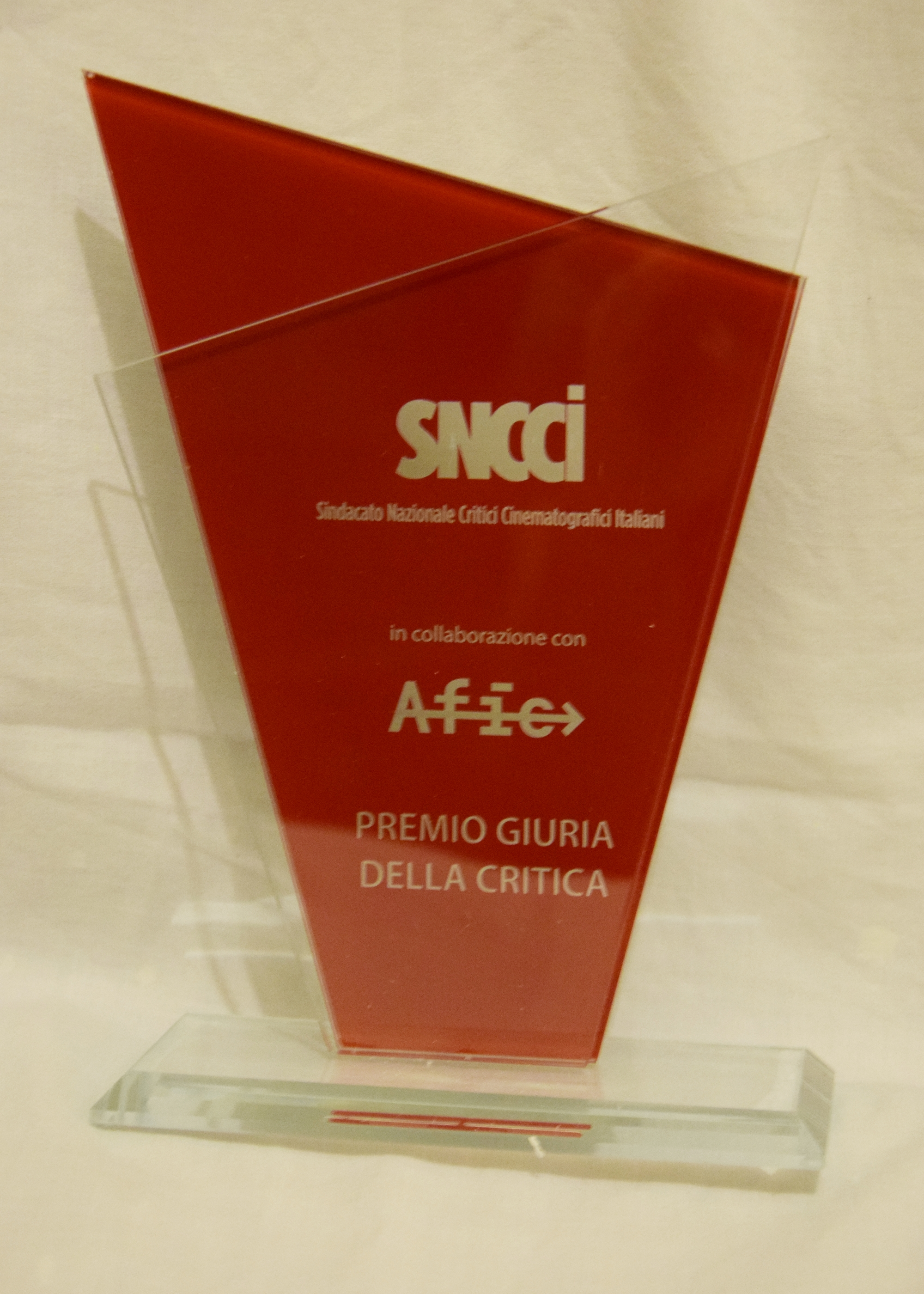
Premio della Critica SNCCI (in collaborazione con AFIC)

Nel giugno 2020 incomincia la collaborazione tra il Cinecircolo Romano, presso il cinema Caravaggio (Roma), e il SNCCI. I soci del Sindacato presentano e analizzano, dopo la proiezione, i film proposti dal Cinecircolo.
Il 18 marzo 2022 l'SNCCI assieme alla Associazione festival italiani di cinema crea il Premio della Critica SNCCI.
Nel giugno 2023, è stato creato The Dream Syndacate, podcast a cura del Gruppo Regione Lazio del SNCCI. 
Nel 2023 è stato presentato alla Settimana internazionale della Critica, come evento speciale, Passione critica, documentario realizzato da Simone Isola, Franco Montini e Patrizia Pistagnesi, che rievoca i primi cinquant'anni del SNCCI.

## Presidenti del SNCCI
- Giovanni Grazzini (1971-1981)
- Lino Miccichè (1982-1994)[16]
- Bruno Torri (1995-2011)
- Franco Montini (2012-2021)
- Cristiana Paternò (2022- presente)